# 埼玉県生態系保護協会
公益財団法人埼玉県生態系保護協会（さいたまけんせいたいけいほごきょうかい）は、自然と伝統が共存し、子どもたちがいきいきと輝く持続可能な社会を目指す事業を実施する公益法人。埼玉県さいたま市にある。

## 沿革
- 1978年10月 任意団体「財団法人日本野鳥の会埼玉県支部」として発足。
- 1984年3月28日 「財団法人埼玉県野鳥の会」として埼玉県知事より設立許可。
- 1992年 財団法人名称を現在のものに改称し、組織改編。
- 2013年4月1日 公益財団法人として埼玉県知事より認定・移行。

## 協会概要
1978年（昭和53年）に、1971年に発足した「財団法人日本野鳥の会埼北支部」（当時埼玉県内唯一の日本野鳥の会支部）と、川口市を中心に活動していた「川口野鳥の会」および秩父市を中心に活動していた「秩父愛鳥会」が、埼玉県内の野鳥および自然保護を効率よく行うことを目的として話し合いを行い、3団体が統合して発足。当初は日本野鳥の会支部として野鳥の保護や丘陵の保全活動を行なっていた。1980年代に入り、埼玉県支部が法人格取得を目指したことで本部と対立し、1984年2月に本部から承認支部の取消しを受けたことで、埼玉県より財団法人の設立許可を受けて設立し、日本野鳥の会より独立を果たした （反対派は、同年4月24日に新しい埼玉県支部（現・日本野鳥の会埼玉）を設立）。
法人設立後は活動を県下全域へと本格的に拡大し、自然界全般の保護活動に主軸を置いている。埼玉県に対してビオトープ事業の推進を提案し県庁内にビオトープ創造庁内推進会議が設置された。平成期に入ってからは県・各市町村の環境基本保護条例・環境保護計画など各種条例の立案などに参加している。また、早稲田大学所沢・本庄キャンパスのエコロジー支援活動にも協力している。

## 支部
| - 上尾支部 - 朝霞支部 - 伊奈支部 - 入間支部 - 岩槻支部 - 浦和支部 - 大宮支部 - 越生支部 - 春日部支部 - 川口支部 | - 川越・坂戸・鶴ヶ島支部 - 北本・桶川支部 - 久喜支部 - 熊谷支部 - 栗橋・大利根支部 - 鴻巣支部 - 越谷支部 - 狭山支部 - 志木支部 - 玉川・都幾川支部 | - 秩父支部 - 所沢支部 - 戸田・蕨支部 - 新座支部 - 鳩ヶ谷支部 - 飯能・名栗支部 - ふじみ野支部 - 富士見支部 - 南埼葛支部 - 吉川支部 |